# Centropus chalybeus
Cucal-de-biak (Centropus chalybeus) é uma espécie de ave da família Cuculidae.
É endémica da Nova Guiné Ocidental, Indonésia.
Os seus habitats naturais são: florestas subtropicais ou tropicais húmidas de baixa altitude.
Está ameaçada por perda de habitat.